# SMS A 10
SMS A 10 – niemiecki torpedowiec z okresu I wojny światowej, dziesiąta jednostka typu A 1. Okręt wyposażony był w jeden kocioł parowy opalany węglem i trójcylindrową maszynę parową, a zapas paliwa wynosił 24,5 tony. Zbudowany w innej stoczni kadłub okrętu wyposażono w stoczni AG Vulcan, a następnie rozebrany na sekcje przewieziono koleją do Holandii, gdzie odbył się ostateczny montaż okrętu. Torpedowiec brał udział w patrolach wzdłuż wybrzeża Flandrii i na kanale La Manche. Zatonął na minie u wybrzeży Flandrii 7 lutego 1918 roku .